# Gábor Gabos
Gábor Gabos (* 4. Januar 1930 in Budapest; † 27. August 2014 ebenda) war ein ungarischer Pianist.
Gabos studierte bei Lajos Hernädi an der Franz-Liszt-Musikakademie in Budapest, wo er ein Konzertdiplom erhielt. 1955 erreichte er beim Concours Long-Thibaud-Crespin den dritten Platz. 1958 teilte er sich mit Wolfgang Gayler und Rolf Kuhnert den zweiten Platz beim Kranichsteiner Musikpreis (Klavier) in Darmstadt. 1960 wurde er Fünfter beim Concours Musical Reine Elisabeth in Brüssel. Gemeinsam mit David Wilde erhielt er beim Liszt-Bartók-Wettbewerb in Budapest den ersten Preis.
Er wurde dann Solist bei der Ungarischen Philharmonie. Seine Konzertkarriere führte ihn durch Europa, nach China und die Sowjetunion, wobei sein Schwerpunkt Ungarn wurde. Gabos wurde mit dem Liszt-Preis der Regierung ausgezeichnet, außerdem wurde er Verdienter Künstler der ungarischen Volksrepublik.
Insbesondere seine Einspielungen von Stücken Béla Bartóks machten ihn bekannt.